# Suaeda salina
Suaeda salina es una especie de planta halófita perteneciente a la familia Amaranthaceae.

## Hábitat
Es una especie endémica de Namibia.  Su hábito natural son los fríos desiertos. 
Esta especie es conocida en 1-2 subpoblaciones que se estima están distribuidas en 625-1250 km² (área de ocupación, aunque se sospecha que pueden ser <20 km²). Amenazas reales no se le conocen en la actualidad y la población se cree que actualmente se mantiene estable.

## Taxonomía
Suaeda salina fue descrito por Rune Bertil Nordenstam  y publicado en Dinteria 5: 17 1970.
Etimología
Suaeda: nombre genérico que proviene de un antiguo nombre árabe para la especie Suaeda vera y que fue asignado como el nombre del género en el siglo XVIII por el taxónomo Peter Forsskal.
salina: epíteto latino  que significa "salina.